# Ablabesmyia aspera
Ablabesmyia aspera är en tvåvingeart som först beskrevs av Roback 1959.  Ablabesmyia aspera ingår i släktet Ablabesmyia och familjen fjädermyggor. Inga underarter finns listade i Catalogue of Life.